# Léopold Jorédié
Léopold Jorédié (tribu de Gelima, Canala, 1947) és un polític canac de Nova Caledònia, antic membre del FLNKS i actualment cap de la Federació de Comitès de Coordinació Independentistes (FCCI). Treballà a la Societé Le Nickel i més tard fundà la seva pròpia empresa de transport de mineral. El 1977 fou elegit regidor de Canala per Unió Caledoniana, que sota el lideratge de Jean-Marie Tjibaou apostava per la Independència Socialista Canac.

## Els inicis
El 1983 fou nomenat tinent d'alcalde i el 1984 s'uní al FLNKS, en el que en fou comissari polític d'UC i lloctinent d'Éloi Machoro fins a la seva mort el 1985. Aleshores fou nomenat ministre de seguretat de la República Canac (Kanaky) i un dels principals lloctinents de Jean-Marie Tjibaou. Amb l'entrada en vigor de l'estatut Fabius-Pisani de 1985 i l'abandó parcial del FLNKS del boicot electoral fou elegit diputat i president de la Regió Centre (comunes de Bourail, Moindou, Farino, La Foa, Boulouparis, Houaïlou, Canala, Thio, Sarraméa, Yaté, Poya i île des Pins) i membres del Congrés de Nova Caledònia el 1988.
Simultàniament, i com a organitzador dels grups armats del FLNKS, participà amb Tjibaou i Yeiwéné Yeiwéné en la negociació per la presa d'ostatges d'Ouvéa. També es negà a participar en l'última sessió dels Acords de Matignon de 1988 afirmant en una entrevista a Le Monde l'1 de juliol de 1988 L'esclau s'ha compromès a estrènyer la mà del seu amo per reconciliar els francesos. El 4 de maig de 1989 va sortir il·lès de l'atemptat que va matar Tjibaou i Yeiwéné a Ouvéa.

## Activitat institucional
A les eleccions provincials de Nova Caledònia de 1989 fou elegit president de la Província del Nord i alcalde de Canala amb el 64,3% dels vots. A les eleccions legislatives franceses de 1993 fou candidat del FLNKS a la segona circumscripció, però només va obtenir el 29,79% i no fou escollit.
Com a president de la Província del Nord, se centrà en el reequilibri per a compensar la seva comunitat endarerrida en el desenvolupament econòmic, social i d'infraestructures. Aquesta política inclou l'adquisició per la SOFINOR (Societat de Finançament de la Província) a Jacques Lafleur el 5 d'octubre de 1990 del 85% del capital de la Société minière du Sud Pacifique (SMSP, que no sols reuneix les concessions mineres del grup Lafleur, sinó també interessos en l'hostaleria o l'agricultura) a fi de permetre als canacs d'esdevenir actors en el domini de la producció de níquel i en el desenvolupament econòmic del territori, la construcció i l'obertura per filials de la SMSP de dues importants infraestructures hoteleres el 1992, el Club Méditerranée « Koulnoué-Village » de Hienghène i el Novotel « Malabou Beach Resort » de Poum), el llançament del programa d'habitatges a les tribus anomenat « Pla Jorédié » que preveia la construcció de 100 a 150 habitatges tant en l'àrea tribal per persones amb ingressos mensuals inferiors a 210.000 F CFP i fora de l'àrea tribal per aquells amb ingressos mensuals d'entre a 70.000 i 210 000 FCFP, així com la posada en pràctica del « pla PHAX » (del nom de les quatre àrees tradicionals de la Província: Paici-Camuki, Hoot ma Waap, Ajië-Aro i Xaracuu) qui permetrà a partir de 1994 - 1995 de dispensar cinc hores d'ensenyament per setmana aquelles llengües canac que hi puguin ser emprades (una hora d'expressió oral, dues hores d'educació física, una hora d'educació artística i una hora de geografia, d'història o de ciències, sense que l'alfabetització en llengua materna estigui realment previst en tant que el pla és vist àmpliament com una « operació virtual ») i dur a terme activitats culturals associant mestres i pares d'alumnes.
En tot moment va tenir un paper de moderat i pragmàtic, fomentant la negociació amb el RPCR, cosa que li va valdre l'enemistat de Palika, que en aquells moments representava l'avantguarda radical del FLNKS i en particular de Paul Néaoutyine, qui el va acusar d'abandonar la independència com a objectiu i d'apartar dels càrrecs del territori a aquells que no eren d'UC. Tot i així, a les eleccions provincials de Nova Caledònia de 1995 renovà el seu mandat com a president provincial, però va perdre l'alcaldia de Canala.

## Abandó del FLNKS
Contrari a la celebració d'un referèndum per a 1998 que podien perdre, fou també un dels impulsors de l'Acord de Nouméa, i formà part de la delegació del FLNKS amb François Burck i Rock Wamytan. Això fou desautoritzat pel buró polític del FLNKS i d'Unió Caledoniana, que exigien l'entrega a la SMSP, per a l'obtenció de combustible per a la futura Planta del Nord, del massís miner de Tiebaghi, aleshores propietat de la Société Le Nickel, filial d'Eramet, que es negava a donar aquesta concessió.
Simultàniament, i desobeint les directrius del FLNKS va fundar el 26 de desembre de 1997 la Federació de Comitès Coordinadors Independentistes (FCCI) amb François Burck, alguns alcaldes d'UC (especialment els d'illes Belep, Eymard Bouanaoué i Pouébo Jean-Marc Pidjot), el número dos de Palika i exalcalde de Yaté Raphaël Mapou, però no aconseguiren atraure dirigents de fora del Front com un exalcalde de Lifou i ara president del Front per al Desenvolupament de les Illes Loyauté (FDIL) Cono Hamu o el president de les Illes Loyauté i cap de LKS Nidoïsh Naisseline. Com a conseqüència, Jorédié és expulsat d'Unió Caledoniana, i tot i trobar-se en minoria, va mantenir la presidència de la Província del Nord fins a les eleccions de 1999.
El 3 de febrer de 1998 va registrar la FCCI com a partit polític, que adopta una visió més pragmàtica per a assolir la independència refusant l'independentisme ètnic i acceptar les condicions socials i ètniques del destí comú (tot nen nascut en aquesta terra de Nova Caledònia pertany a la mateixa comunitat, per a esdevenir un poble). A les eleccions provincials de Nova Caledònia de 1999 va encapçalar les llistes del FCCI a la Província del Nord, on va assolir el 15,5% dels vots i 4 diputats de 22 (contra 8 d'UNI-Palika, 6 d'UC i 4 del RPCR). Malgrat perdre la presidència provincial restà com a àrbitre de la situació, i ho aprofità per a donar suport la llista dels ara moderats UNI-Palika, de Paul Néaoutyine. Alhora, fou nomenat vicepresident del Congrés de Nova Caledònia en el govern de Pierre Frogier i responsable d'educació fins a 2004.
Durant aquest temps participà en l'aplicació de la transferència de competències de l'ensenyament primari públic, la creació de la Direcció d'Educació de Nova Caledònia (DENC) i posar en marxa polítiques educatives a Nova Caledònia. Com a tal, ha estat un dels organitzadors del primer simposi sobre l'aprenentatge espacial, al novembre de 2002 al Centre Cultural Tjibaou sobre el tema: "Per una escola de l'èxit a Nova Caledònia", i durant la qual se centra en la lluita contra el fracàs escolar [20]. A més, va presidir de 2003 a 2004 un comitè directiu per a l'adaptació i integració escolar (AIS).
Tanmateix, el seu prestigi es va veure afectat per les acusacions dels membres del FLNKS, que l'acusen d'afeblir el moviment independentista, i endemés el 30 de maig de 2000 fou condemnat a un any de llibertat condicional i una multa d'1,25 milions de francs per un delicte d'ingerència (desviament de diners), però no fou inhabilitat del seu càrrec. A les eleccions provincials de Nova Caledònia de 2004 va obtenir només el 5,75% dels vots i un escó, quedant ell mateix fora de l'Assemblea.
El 2007 fou condemnat a 3 anys de presó (dos en ferm) i una multa de 12 milions de francs del Pacífic, embargament de béns i privació dels drets civils per abús de béns socials i fallida després d'una sèrie de malversació de fons a la regió de Canala entre 1997 i 2.000 per Thierry Chambon, marit de la seva neboda, que va portar del seu municipi com a consultor tres empreses al poble. Tanmateix, en fou plenament absolt pel Tribunal d'Apel·lació de Nouméa el 6 de novembre de 2007.
A les eleccions municipals de 2008 fou el cap de llista de la FCCI a Canala, però restà en segona posició amb el 19,62% dels vots i 3 regidors. I a les eleccions provincials de Nova Caledònia de 2009 només va treure el 2,79% a la Província del Nord, quedant-se sense representació.